# Leitender Polizeidirektor

Rangabzeichen: Vier goldfarbene Sterne auf einer dunkelblauen oder schwarzen Schulterklappe.

Als leitender Polizeidirektor wird ein Polizeibeamter in der höheren Zuständigkeitsebene im höheren Dienst bezeichnet. 

## Aufgaben
- Leitende Funktionen in Innenministerien der Bundesländer
- Leitung mehrerer Dienststellen in einem Stadtteil einer Großstadt oder als Teil eines Polizeipräsidiums (jedoch nicht in direkt leitender Tätigkeit der einzelnen Dienststellen, bspw. in Baden-Württemberg und Hessen Leitung einer Direktion, der die Polizeireviere unterstehen)
- Leitung eines Fachbereiches in einer Großstadt (bspw. obere Leitung des Fachbereiches Verkehr in Berlin)
- Leitung einer Polizeihochschule

### Unterschiede zum Polizeidirektor
- Koordination von Großeinsätzen und besonders schweren Gefahrenlagen

## Dienstkleidung
Ein leitender Polizeidirektor trägt Schulterklappen mit vier goldenen Sternen, ein weißes oder blaues Hemd und eine Polizeimütze mit einer dicken goldfarbenen Kordel.

## Besoldung
Die Besoldung erfolgt in der Besoldungsgruppe A 16. 